# 克朗皮尼-博讷盖特
克朗皮尼-博讷盖特（法語：Crempigny-Bonneguête，法語發音：[kʁɑ̃piɲi bɔnɡɛt]）是法国上萨瓦省的一个市镇，属于阿讷西区。该市镇于1973年由原市镇克朗皮尼（Crempigny）和博讷盖特（Bonneguête）合并而成。

## 地理
克朗皮尼-博讷盖特（45°57'6"N, 5°54'11"E）面积5.82 平方千米，位于法国奥弗涅-罗讷-阿尔卑斯大区上萨瓦省，该省份为法国东部省份，历史上为薩伏依的一部分，北与瑞士接壤，西接安省，南至萨瓦省，东与瑞士和意大利接壤。
与克朗皮尼-博讷盖特接壤的市镇（或旧市镇、城区）包括：克莱蒙、德鲁瓦西、芒托内苏克莱蒙、菲耶尔河畔瓦利耶尔。

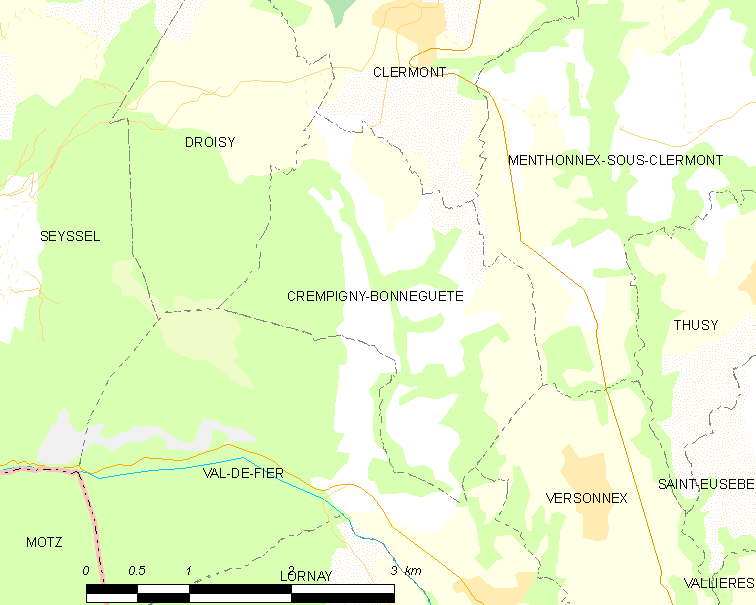
克朗皮尼-博讷盖特的OSM定位图

克朗皮尼-博讷盖特的时区为UTC+01:00、UTC+02:00（夏令时）。

## 行政
克朗皮尼-博讷盖特的邮政编码为74150，INSEE市镇编码为74095。

## 政治
克朗皮尼-博讷盖特所属的省级选区为吕米伊县。

## 人口

1962-2008年间克朗皮尼-博讷盖特人口变化图示

克朗皮尼-博讷盖特于2022年1月1日时的人口数量为325人。